# André Vacheresse
Pour les articles homonymes, voir Vacheresse (homonymie).
André Vacheresse, né le 12 octobre 1927 à Roanne et mort le 17 juin 2000 à Roanne, est un joueur et entraîneur français de basket-ball qui évoluait au poste d'arrière. Il a été élu membre à titre posthume de l'Académie du basket-ball français en 2016.
Il eût deux enfants : Catherine et Jacky Vacheresse

## Biographie
Il naît en bord de Loire et près de l'arsenal de Roanne, il y entre très jeune pour travailler et obtient un CAP d'ajusteur en dehors de Roanne. Pendant cette période, il se passionne pour le basket. Il retrouve ensuite sa ville natale. André Vacheresse fit ensuite toute sa carrière professionnelle dans l'entreprise textile Rhodamel dans la région roannaise.
André Vacheresse fut l’homme d’un seul club : la Chorale Roanne Basket ; basketteur de 1942 à 1962, il fut aussi manager de 1977 à 1978 et entraîneur de 1945 à 1961 puis de 1977 à 1980. 
André Vacheresse était aussi un solide pilier de l’équipe de France avec 70 sélections et trois titres de champion de France UFOLEP. Il remporta trois médailles aux championnats d’Europe de basket-ball : la médaille d'argent à l'édition du Caire en 1949, le bronze au championnat d'Europe de Paris en 1951 et au championnat d'Europe de Moscou en 1953. André Vacheresse participa aussi au championnat du monde à Buenos Aires en 1950, comme capitaine avec Maurice Marcelot, championnat terminé à la sixième place, et aux Jeux olympiques d’été de 1952 à Helsinki où la France termina à la huitième place,.
Il utilisa ensuite son adresse pour briller encore sur tous les boulodromes, particulièrement à la Joyeuse Boule Roannaise dont il fut président.
André Vacheresse posa la première pierre de la halle des sports de Roanne le 21 mars 1988. D'une capacité de 3 200 places, elle fut inaugurée en septembre 1988 par Roger Bambuck, secrétaire d'État chargé de la Jeunesse et des Sports et Jean Auroux, maire de Roanne. Elle fut renommée en halle André-Vacheresse le 20 janvier 2001 pour lui rendre hommage, Alain Gilles a dévoilé une plaque à la mémoire d'André Vacheresse le même jour.
Il était père de deux enfants,.

## Club

### Joueur
- 1942-1962 :  Chorale Roanne Basket (Nationale 1)

### Entraîneur
- 1945-1961 :  Chorale Roanne Basket (Nationale 1)
- 1977-1980 :  Chorale Roanne Basket (Nationale 1)

### Manager
- 1977-1978 :  Chorale Roanne Basket (Nationale 1)

## Palmarès

### Joueur

#### Club
- Champion de France de basket-ball : 1959

#### Sélection nationale
- 70 sélections
- 3 x Champion de France UFOLEP
- Médaille d'argent au championnat d'Europe de basket-ball 1949
- Médaille de bronze au championnat d'Europe de basket-ball 1951
- Médaille de bronze au championnat d'Europe de basket-ball 1953
- 6e place au championnat du monde de basket-ball 1950
- 8e place aux Jeux olympiques d'été de 1952
- 9e place au championnat d'Europe de basket-ball 1955

### Distinction personnelle
- Décoré de la médaille Robert Busnel, plus haute distinction de la Fédération française de basket-ball, en 2000[7].